# Craig Forsyth
Craig Forsyth (Carnoustie, 24 febbraio 1989) è un calciatore scozzese, difensore del Derby County.

## Carriera

### Club
Ha giocato per quattro anni nella massima serie scozzese con il Dundee; in seguito ha anche giocato nella seconda divisione inglese con il Derby County.

### Nazionale
Nel 2014 ha esordito nella nazionale scozzese.

## Palmarès

### Club

#### Competizioni nazionali
- Scottish Challenge Cup: 1

Dundee: 2009-2010